# Тауке-хан Худайдад
Тауке-хан Худайдад (д/н — після 1764) — хівинський хан у 1763—1764 роках.

## Життєпис
Походив з гілки Чингизідів. Про батьків обмаль відомостей, був казахським султаном. 1763 року прибув з торгівельних справ до хзіви. В цейчас внаслідок заколоту було повалено хана Тимур-Газі. На зборах знатівибір впав на Тауке, оскільки загрозаз боку хана Аблая не зникла.
Мирно панував 1,5 роки. За цейчас зумів заспокоїти населення в середині держави, сприяв мирним стосункам ізсусідами. 1764 року раптово зрікся влади й повернувся на батьківщину. Подальша доля невідома. Новим ханом було обрано іншого казахського султана Шах Газі.